# Espírito Santo do Turvo
Espírito Santo do Turvo é um município brasileiro do estado de São Paulo. Sua população estimada em 2022 era de 4.157 habitantes.

## História
A doação de uma área de terra para a construção de uma igreja é o marco da história dessa elegante cidade. Em 23 de março de 1878, após significativo crescimento a atual cidade recebeu o título de Freguesia (povoação, conjunto de paroquianos), graças a lei nº 08 sendo marcada historicamente como Patrimônio Religioso.
Sete anos mais tarde, em março de 1885, a lei nº 20 elevou o lugarejo ao patamar de Vila. Embora ter atingido em meados do século XX a grande produção de amendoim e algodão, o crescimento agrícola de outras cidades “brecou” o desenvolvimento do município no setor.
Nas décadas de 80, 90 e 2000, a cidade teve como principal cultivo a cana-de-açúcar, hoje uma das principais atividades se encontra na citricultura. Espírito Santo do Turvo também é ponto de entroncamento rodoviário para as regiões sul, Mato Grosso e outras regiões.

### Formação territorial-administrativa
Histórico da formação do município:
- Freguesia de Espírito Santo do Turvo criada no município de Lençóis Paulista pela Lei nº 8, de 23/03/1878.
- Vila criada pela Lei nº 20, de 10/03/1885.

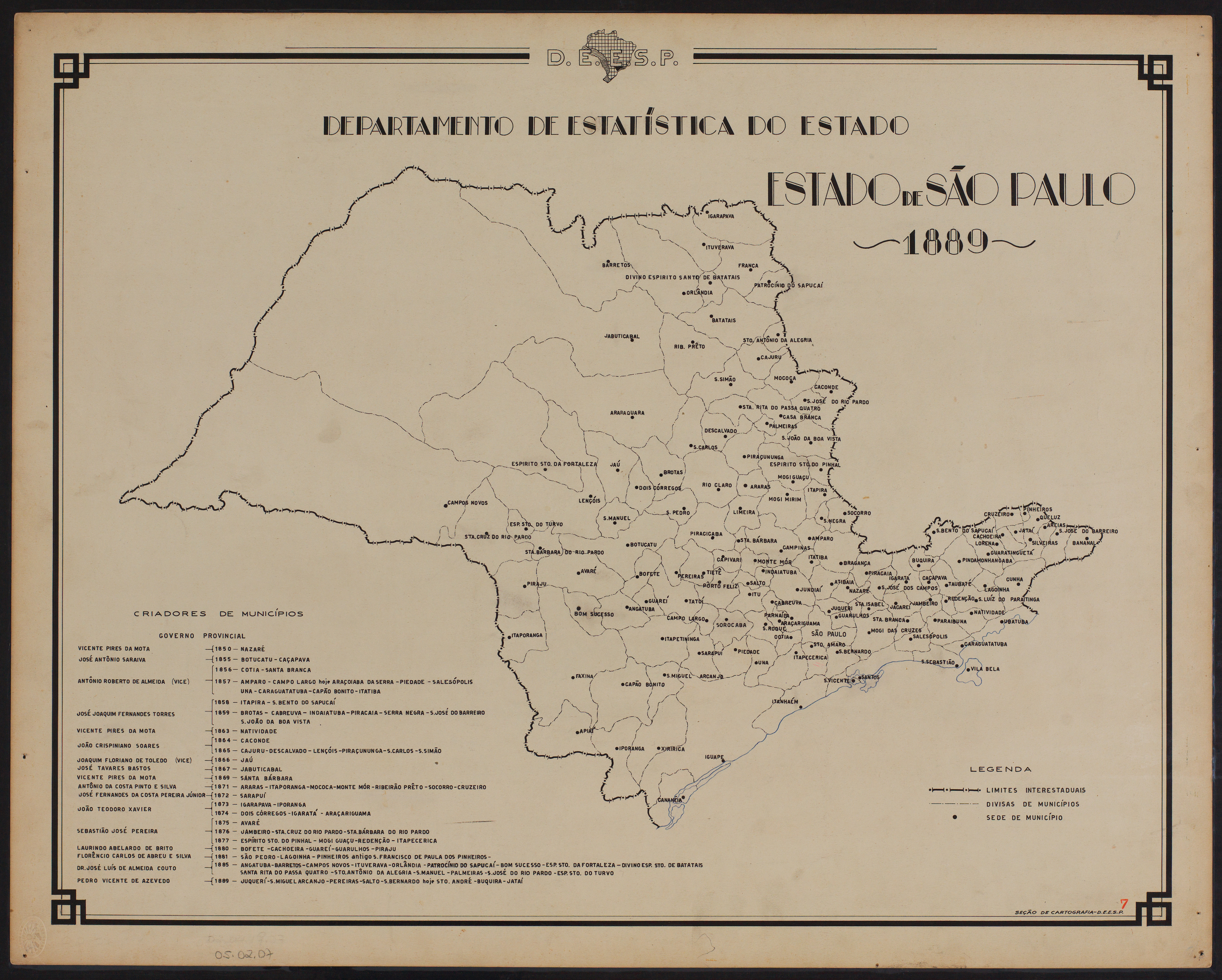
Estado de São Paulo (1889).

- Município reconduzido à condição de distrito, incorporado ao município de Santa Cruz do Rio Pardo, pelo Decreto nº 6.448, de 21/05/1934.
- Denominação alterada para Rio Turvo pelo Decreto nº 9.775, de 30/11/1938.
- Denominação novamente alterada para Espírito Santo do Turvo pela Lei nº 2.456, de 30/12/1953.
- Município criado pela Lei nº 6.645, de 09/01/1990.

## Geografia
Localiza-se a uma latitude 22º41'32" sul e a uma longitude 49º25'49" oeste, estando a uma altitude de 520 metros. Possui uma área de 193,666 km².

### Hidrografia
- Rio Turvo
- Rio Pardo

### Rodovias
- SP-225
- SP-280
- BR-369

## Demografia

### População
| Crescimento populacional                             | Crescimento populacional | Crescimento populacional | Crescimento populacional |
| Ano                                                  | População Total          |                          | %±                       |
| ---------------------------------------------------- | ------------------------ | ------------------------ | ------------------------ |
| 1890                                                 | 1 998                    |                          | —                        |
| 1900                                                 | 2 491                    |                          | 24,7%                    |
| 1910                                                 | 4 368                    |                          | 75,4%                    |
| 1920                                                 | 4 421                    |                          | 1,2%                     |
| 1925                                                 | 5 071                    |                          | 14,7%                    |
| 2000                                                 | 3 677                    |                          | —                        |
| 2010                                                 | 4 244                    |                          | 15,4%                    |
| 2022                                                 | 4 157                    |                          | −2,0%                    |
| Est. 2024                                            | 4 217                    | [ 7 ]                    | 1,4%                     |
| Fontes: Censos Demográficos IBGE e Estimativas SEADE |                          |                          |                          |

### Dados demográficos
Dados do Censo - 2021
População Total: 4.157
Densidade demográfica (hab./km²): 21,46
Mortalidade infantil até 1 ano (por mil): 0
Taxa de Alfabetização: 97,4%
Índice de Desenvolvimento Humano (IDH-M): 0,696
- IDH-M Renda: 0,666 (2008)
- IDH-M Longevidade: 0,763 (2008)
- IDH-M Educação: 0,835 (2008)

(Fonte: IPEADATA)

## Política e administração

### Prefeitos
Sergio Vilela Pinto
01/01/1993 à 05/11/1995
Serginho Vilela foi o primeiro prefeito da cidade, eleito pelo PSDB. Infelizmente faleceu em um grave acidente de carro, justamente no dia do aniversário da cidade.
Antônio da Silva
06/11/1995 à 31/12/1996
Antônio da Silva, mais conhecido como Toninho Quirino, era vice-prefeito quando assumiu a prefeitura após a morte de Serginho.
João Adirson Pacheco
01/01/1997 à 31/12/2004 e de 01/01/2009 à 31/12/2016
Pacheco foi eleito nas eleições de 1996 e reeleito em 2000, e posteriormente em 2008 e 2012, pelo PSDB.
Luciana Maria Retz
01/01/2005 à 31/12/2008 
Luciana Retz foi a primeira e até então única mulher prefeita da cidade. Viúva do ex-prefeito Serginho Vilela, foi eleita pela legenda do PT. 
Afonso Nascimento Neto
01/01/2017 à 31/12/2024
Dr. Afonso se elegeu nas eleições de 2016 pelo PMDB, e reeleito em 2020 pelo MBD. Foi o primeiro prefeito a eleger um sucessor.
Gilberto Nascimento Bertolino
01/01/2025 - Atualmente
Gilbertinho Bertolino é o candidato a se eleger com maior margem de vantagem numérica e percentual de Espírito Santo do Turvo. Seu partido é o PSD.

## Infraestrutura

### Comunicações
O sistema de telefones automáticos, assim como o sistema de discagem direta à distância (DDD) com o código de área (0143), foram implantados pela Telecomunicações de São Paulo (TELESP).
Na década de 90 o código DDD da cidade foi alterado para (014), para padronização do sistema telefônico com a telefonia celular que estava sendo implantada em todo o estado.

### Transportes
- Empresa Auto Ônibus Princesa do Norte (Grupo Comporte)
- Transmimo Turismo e Rural.

## Religião

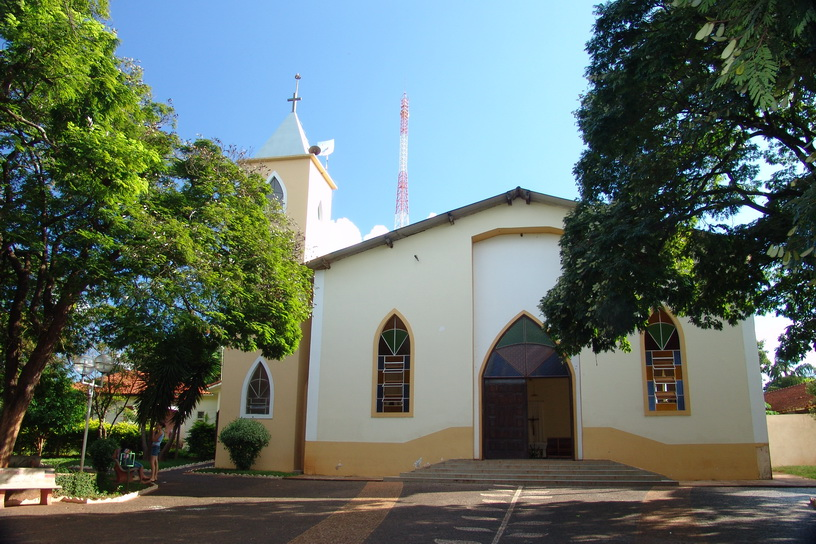
Igreja matriz.

O Cristianismo se faz presente na cidade da seguinte forma:

### Igreja Católica
- A igreja faz parte da Diocese de Ourinhos.[15]

### Igrejas Evangélicas
Entre as igrejas protestantes históricas, pentecostais e neopentecostais, encontram-se na cidade:
- Assembleia de Deus Ministério do Belém.[18][19]
- Congregação Cristã no Brasil.[20]